# Jerzy Wołodyjowski
Jerzy Wołodyjowski herbu Korczak (ur. w Makowie na Podolu, w 1620, zm. 26 sierpnia 1672 w Kamieńcu Podolskim) – stolnik przemyski, żołnierz i zagończyk, rotmistrz, od 1669 pułkownik, kawalerzysta w chorągwi hetmana Jana Sobieskiego.
Na tej postaci jest wzorowany jeden z głównych bohaterów Trylogii Henryka Sienkiewicza, Michał Wołodyjowski.

## Życiorys
Urodził się w rodzinnym majątku w Makowie na Podolu, ok. 15 km na północny wschód od Kamieńca Podolskiego.
Od hetmana Jana Sobieskiego otrzymał stanowisko rotmistrza w twierdzy Kamieniec Podolski. W 1671 r. był komendantem stanicy rycerskiej w Chreptiowie (miejscowość między Kamieńcem a Mohylowem Podolskim). 
Zginął 26 sierpnia 1672 w wybuchu prochu w Baszcie Czarnej w Zamku Górnym w Kamieńcu Podolskim bezpośrednio po jej kapitulacji przed oblegającymi ją Turkami. Okoliczności wybuchu nie są jasne, nastąpił on przypadkowo (według wersji Cypriana Tomaszewicza) lub też spowodowany był przez oficera artylerii fortecznej Hejkinga (wersja Stanisława Makowieckiego), który podpalił 200 beczek prochu i spowodował zniszczenie Zamku Górnego, zabijając przy tym 500 do 800 ludzi, głównie komputowych Kozaków. Wołodyjowski został ugodzony przez kartacz w głowę i zginął na miejscu. Jego zwłoki złożono w podziemiach kościoła franciszkanów w Kamieńcu Podolskim.
Jego żona, Krystyna Jeziorkowska, wcześniej trzykrotnie zamężna, po śmierci Wołodyjowskiego wyszła piąty raz za mąż, za pisarza, Franciszka Dziewanowskiego.